# 陪安东尼度过漫长岁月 (小说)
《陪安东尼度过漫长岁月》，大連作家安东尼（本名马亮）2008年出版半自傳散文小說。该小说于2015年被拍攝成電影《陪安东尼度过漫长岁月》。

## 简介
《陪安东尼度过漫长岁月》是青年作家安东尼于2008年3月推出的首部散文集，内容囊括他在《最小说》上发表过的若干篇章，以及超过半数的全新创作。这部作品以真实坦率的口吻，呈现了作者从20岁到23岁、从国内大学生活到国外工作阅历的转变历程。书中没有刻意的说教，也不见过分雕琢的文字，仅有来自一个普通男生的内心剖白——他用日常零碎的片段和自言自语，配合画师echo的插图，将日记、随笔、甚至墙上的便签一并融入创作中，以时间为线索，将对生活的感悟和体验串联成温柔而细腻的散文。无论是家乡大连的岁月、墨尔本求学的新奇经历，还是世界旅行中的点滴感受，都在这片纸页间留下朴实而真挚的印记。
在作品的前半部分，安东尼以大连这座他出生与成长的海滨城市为起点，生动记述了他与父母相伴的生活细节，以及他喜欢在有轨电车上沉沉睡去、偏爱坐在车厢左侧末尾座位的日常场景。在他的描述里，大连有湛蓝的天空、平实的街道，还有有轨电车、烧烤摊与广场上闲庭信步的人群，处处洋溢着人情味。2006年他只身前往墨尔本求学，通过打工接触到西餐领域，从而找到人生方向，立志成为一名西餐厨师。从大学校园到异国的城市街头，从家庭记忆到陌生风景，他始终以一颗好奇与善意并存的内心，细细品味所见所闻。